# Agneta Willeken
Agneta Willeken (* um 1497 in Hamburg; † vor 1562 in Hamburg) war die Geliebte des Lübecker Stadthauptmanns Marx Meyer und nahm über ihn Einfluss auf die Lübecker Politik während der Grafenfehde.

## Leben
Agneta Willeken war eine von fünf Töchtern des wohlhabenden Hamburger Brauers Peter Radkens. Sie heiratete den Islandfahrer Hans Willeken (oder Wilken), mit dem sie die Töchter Anna und Margaretha hatte. Als ihr Mann 1527 finanziell ruiniert die Stadt verlassen musste (er starb 1535 in Lübeck), überließ sie die Erziehung ihrer Töchter ihren Schwestern und begann ein Verhältnis mit dem Schmied Marx Meyer. Seine militärische Karriere verdankt er wohl auch ihrem Ehrgeiz. Jedenfalls war er 1531/32 als Söldnerführer bei dem missglückten Versuch des 1523 abgesetzten dänischen Königs Christian II. dabei, Norwegen zurückzuerobern. Obwohl Agnete ihm nicht nach Lübeck folgte, beeinflusste sie ihn und über ihn die politischen Entscheidungen des Lübecker Bürgermeisters Jürgen Wullenwever. Zeugen in dem unten erwähnten Prozess geben ihr wenigstens indirekt die Schuld am Krieg Lübecks gegen Holstein. 
Zwar heiratete Marx Meyer bereits 1533 Elsabe Lunte, die Witwe des kurz zuvor verstorbenen  Lübecker Bürgermeisters Gottschalck Lunte und Tochter des Patriziers Hermann von Wickede, doch hielt er die Beziehung zu Agneta aufrecht. Sogar die Ritterkette, die er von Heinrich VIII. von England verliehen bekam, schenkte er ihr. Als 1534 die Grafenfehde ausbrach, kam sie zu ihrem Geliebten in das Kay von Rantzau abgenommene Trittauer Schloss und bediente sich reichlich an den zurückgelassenen Kleidern und dem Schmuck der Frau von Rantzau. Fortan führte sie sich auf wie eine Fürstin.  
Nachdem Marx Meyer jedoch im Mai 1536 auf der Festung Varberg kapitulieren musste und kurz darauf hingerichtet wurde, schlug ihr in Hamburg Verachtung entgegen. Besonders der Umstand, dass sie sich in einem Brief, den sie im August 1535 an den in Varberg belagerten Marx Meyer sandte, als „rechte Hauptkirche“ neben den „Capellen“, seiner Lübecker Ehefrau und seinen zahlreichen Geliebten, bezeichnete, brachte ihr viel Spott ein, da der Brief von dem dänischen Feldherrn Johann Rantzau abgefangen wurde. Dieser leitete ihn an den König Christian III. weiter, der ihn vervielfältigen und veröffentlichen ließ. Da nur eine dieser Kopien erhalten geblieben ist, nicht aber der Originalbrief der Agneta Willeken, lässt sich nur spekulieren, inwieweit das Schreiben um diffamierende Passagen ergänzt wurde. Agneta Willeken versuchte sich durch ein Verhältnis mit dem Englandfahrer, Ratsherrn und Oberalten Joachim Wullenwever, dem Bruder des mittlerweile gestürzten Lübecker Bürgermeisters, zu halten. Dieses Verhältnis förderte den Verdacht – neben der Verteidigung seines inzwischen in Rotenburg (Wümme) inhaftierten Bruders – des Verrats Joachim Wullenwevers an der Heimatstadt und führte 1536 zu seinem Ausschluss aus dem Rat. Er starb 1558 verarmt in Malmö. 
Neben dem von den Dänen abgefangenen Brief, in dem sie ihrem Geliebten empfahl, die Festung Varberg dem englischen König zuzuschanzen, sind die ausführlichen Akten eines mehrjährigen Prozesses beim Reichskammergericht in Speyer von 1548 an erhalten. Die Witwe Agneta Willeken klagte darin gegen Bürgermeister und Rat der Stadt Hamburg wegen Beleidigung. Zehn Jahre zuvor hatten ihre jugendlichen Töchter Anna und Margareta, die bis dahin im Kloster Uetersen erzogen wurden, unter der Aufsicht zweier Tanten einem Fest, das die Stadt zu Ehren eines Besuchs König Christians III. von Dänemark gab, zugesehen. Angeblich ohne Angabe von Gründen wurden sie von einem Stadtdiener auf Geheiß von Melchior Rantzau fortgeschickt. Zudem hatte man ihnen ihren nach der Kleiderordnung für Bürgertöchter überreichen – vermutlich aus den Beständen der Trittauer Rantzaus stammenden – Schmuck abgenommen. Diese Schande hätte sowohl die Mädchen als auch die Klägerin selbst guter Heiratschancen beraubt. Obwohl beide Töchter entgegen der Behauptung zum Zeitpunkt der Klage verheiratet waren, forderte Agnete Willeken daher 24.000 Gulden Entschädigung, was in etwa dem entsprach, was die Stadt in einem Jahr einnahm. Dass sie erst nach so langer Zeit vor Gericht zog, lag daran, dass sie zuvor von Schwerin aus vergeblich versucht hatte, mit Hilfe des Reisigen Hans Kopeke und sogar Herzog Albrechts von Mecklenburg Genugtuung zu erlangen. Hans Kopeke, der Agneta Willekens ältere Tochter geheiratet hatte, hatte Hamburg die Fehde erklärt, war aber nach mehrjähriger Tätigkeit als Räuber hingerichtet worden. Der Prozess fand erst 1583 seinen Abschluss, als die Stadt wegen unrechtmäßiger Beleidigung der beiden Mädchen zu einer Entschädigung von 1000 Gulden verurteilt wurde. Das Geld teilten sich die Nachkommen der inzwischen verstorbenen Töchter.